# Lloyd Cole and the Commotions
Lloyd Cole and the Commotions est un groupe britannique originaire de Glasgow.

## Histoire
En 1982 alors que Lloyd Cole étudiait la philosophie à l'Université de Glasgow, il forme ce groupe. Leur premier album, Rattlesnakes (1984), obtient un fort succès critique et commercial. Après deux autres albums, le groupe se sépare en 1989. Le groupe est principalement influencé par la pop et le rock des années 60 (The Velvet Underground, The Kinks, Bob Dylan) ainsi que par le post punk (Television)  et la soul,.

## Membres
- Lloyd Cole : voix, guitare
- Blair Cowan : claviers
- Lawrence Donegan : basse
- Neil Clark : guitare
- Stephen Irvine : batterie

## Discographie
- 1984 - Rattlesnakes
- 1985 - Easy Pieces
- 1987 - Mainstream
- 1989 - 1984-1989 (Compilation)
- 2007 - Live At The BBC Volume 1 (Sessions live 1984)
- 2007 - Live At The BBC Volume 2 (Sessions live 1985 & 1986)
- 2015 - Don’t Look Back: An Introduction to Lloyd Cole and Lloyd Cole and the Commotions (Compilation)
- 2015 - Collected Recordings 1983-1989 (Coffret 5 CD+1 DVD)